# Сибирский государственный университет науки и технологий
Сиби́рский госуда́рственный университе́т нау́ки и техноло́гий и́мени акаде́мика Михаи́ла Фёдоровича Решетнёва (СибГУ имени академика М. Ф. Решетнёва; Университет Решетнёва; неофициально — «Решетнёвка», «Аэроко́с») — высшее учебное заведение в Красноярске. Один из региональных опорных университетов. Образован 12 мая 2017 года после объединения Сибирского государственного аэрокосмического университета имени академика М. Ф. Решетнёва (СибГАУ имени академика М. Ф. Решетнёва) с Сибирским государственным технологическим университетом.
СибГАУ был основан в 1960 году. Университет имел следующие названия: с 1960 по 1989 — завод-втуз (филиал Красноярского политехнического института); с 1989 по 1992 — Красноярский институт космической техники (КИКТ); с 1992 по 2002 — Сибирская аэрокосмическая академия (САА); с 2002 по 2017 — Сибирский государственный аэрокосмический университет имени академика М. Ф. Решетнёва (СибГАУ); Имя конструктора М. Ф. Решетнёва было присвоено вузу в 1996 году.
Университет готовит кадры для аэрокосмической, лесопромышленной и смежных отраслей, проводит научные исследования и опытно-конструкторские разработки, сотрудничает с известными вузами России, СНГ и зарубежья. СибГУ включён в число ста самых перспективных вузов России в рейтинге Министерства образования РФ.

## История университета
В 1959 году на базе Красноярского машиностроительного завода был создан филиал ОКБ-1, в задачи которого входило проведение опытно-конструкторских работ и создание ракетной техники. В июне производство было перенесено в закрытый город Красноярск-26 под началом М. Ф. Решетнёва.
В декабре 1959 года Постановлением Правительства № 1425 было начато создание заводов-втузов, которые были бы способны обеспечить промышленное производство квалифицированными кадрами. Красмашзавод оказался одним из тех предприятий, которому было поручено подготовить образовательную базу для ракетно-космического комплекса.

### Филиал Красноярского политехнического института
1 сентября 1960 года был создан завод-втуз — филиал Красноярского политехнического института. Основной задачей учебного заведения ставили подготовку специалистов в инженерной отрасли без отрыва от производства. Первым директором (должность ректора была учреждена позднее) по приказу Минвуза РСФСР стал Евгений Николаевич Капустянский, имевший большой стаж производственной и преподавательской работы. Существенную помощь в организации и создании материально-технической базы института оказал директор Красмашзавода Пётр Александрович Сысоев.
Будучи филиалом Красноярского политехнического института, завод-втуз подчинялся руководству данного учреждения. Ректор КПИ Василий Борисов самостоятельно определял структуру кафедр, профессорско-преподавательский состав и службы завода-втуза.

#### 1960-е годы: начало деятельности
В 1960 году завод-втуз принял двести студентов. Тогда же стали образовываться совет филиала, комсомольская и профсоюзная организации, формировались первые кафедры, подчинённые кафедрам головного вуза: кафедры высшей математики, физики, химии, технологии металлов, иностранного языка, общественных наук и физвоспитания. Преподавательский состав пополнялся за счёт специалистов из других вузов (преимущественно по техническим направлениям) и собственныых кадровых ресурсов (гуманитарные дисциплины). В приказе Госкомитета № 35 от 9 марта 1961 года, в частности, указывалось, что «красноярскому заводу-втузу придаётся важное значение в деле обеспечения высококвалифицированными кадрами, а также повышения общетехнической культуры Красноярского куста предприятий».
В 1960-е годы ещё одним приоритетным направлением стало освоение космического пространства. Втузу было выделено новое здание (современный административный корпус), начиналось строительство дополнительных строений и лабораторий.

#### 1970-е годы: наращивание научного потенциала
В 1966 году состоялся первый выпуск (149 человек), ставший знаменательным событием: многие выпускники остались работать на производстве Красмаша, НПО ПМ или в самом втузе. В том же году Сысоев был направлен в Москву, а новым директором завода стал Борис Николаевич Гуров. С его приходом связан период коренной модернизации производства: с производства баллистических ракет среднего радиуса Р-14 завод перешёл на производство ракет морского базирования РСМ-25, а затем и более совершенных ракет РСМ-40 и РСМ-50.
В 1969—1974 заводом руководил Владилен Котельников. Новшества это касалось изготовления герметичных тонкостенных корпусных конструкций из алюминиевых сплавов, быстроходных топливных насосов и газовых турбин, корпусов ракет (изготовление при помощи аргоно-дуговой и электронно-лучевой сварки). Многие разработки относятся к достижениям мирового уровня. Большой вклад как в производственную деятельность Красмашзавода, так и в деятельность вуза внёс Виктор Гупалов, ставший директором завода в 1975 году.
К 1977 году на базе площадки № 2 окончательно были сформированы КБ ПМ и Механический завод. Михаил Решетнёв был назначен генеральным директором НПО ПМ, а его первыми заместителями стали Григорий Чернявский и Анатолий Митрофанов.
Образовательный процесс в заводе-втузе, направление научной деятельности в 1970-е годы определил новый ректор Анатолий Павлов.
В 1976 года ректор Всеволод Севастьянов поставил цель до 1980 года, чтобы завод-втуз, подотчётный Красноярскому политехническому институту, приобрёл статус самостоятельного. Это было возможно только при условии, что будет увеличен профессорско-преподавательский состав, а процент преподавателей со степенями достигнет среднего по СССР 45 %.

#### 1980-е годы: Владимир Осипов и Геннадий Беляков
В 1980 году на должность ректора втуза был назначен Владимир Осипов. Будучи математиком, он большое внимание уделял преподаванию именно физико-математических дисциплин для инженерных специальностей, увеличению численности преподавательского состава кафедр высшей математики и физики. С руководством Осипова связана масштабная реорганизация в учебной и научной работе, что обусловило разделение должности проректора на должность проректора по учебной работе и проректора по научной работе. Повышенное внимание кафедр к учебно-методической работе объяснялось и тем, что с 1982 года Минвуз обязал все вузы формировать свои учебно-методические комплексы по дисциплинам (УМКД). Большую роль Владимир Осипов отводил организации научной деятельности студентов. В 1982 в заводе-втузе прошла Всесоюзная студенческая научная конференция заводов-втузов.
В 1983 году в должность ректора вступил руководитель кафедры экономики, организации и управления производством Геннадий Беляков. Являясь специалистом в области управления, Беляков стремился сделать вуз обособленным от КПИ и конкурентоспособным в отношении других вузов региона, повысить его престижность. По итогам работы Белякова небольшой завод-ВТУЗ стал одним из самых крупных в Красноярске.
В первой половине 1980-х годов были проведены масштабные кадровые перестановки, расширение организационной структуры, появлялись новые структурные подразделения. Беляков большое внимание уделял структурам, которые обеспечивали взаимодействие теории и практики в образовании. Параллельно с этим укреплялась материально-техническая база вуза через внедрение вычислительной техники в учебный процесс (была открыта кафедра ИВТ), были налажены партнёрские отношения со многими профильными вузами страны (МАИ, МЭИ, МАТИ, ЛПИ, ЛИЭИ, НГУ).

### Красноярский институт космической техники

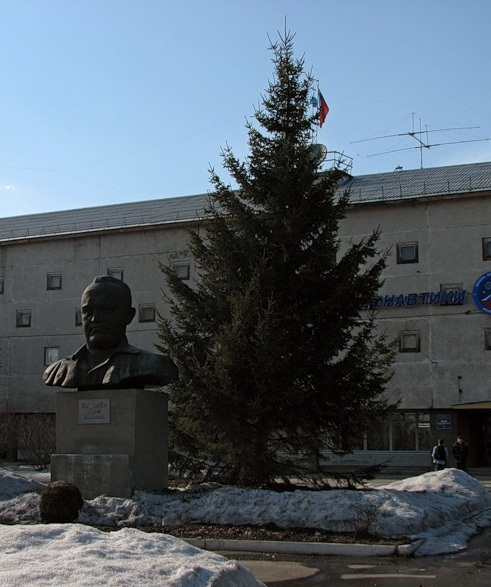
Школа космонавтики в Железногорске, бюст С. П. Королёва

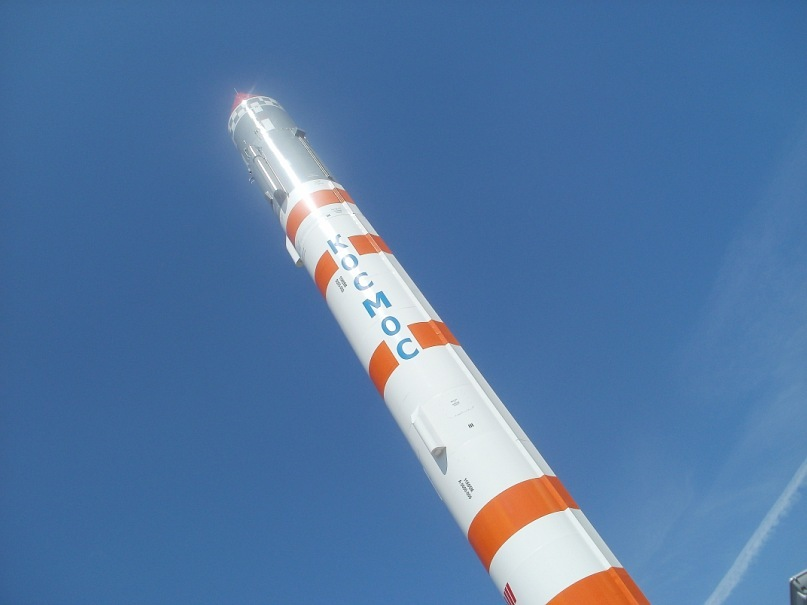
Макет ракеты Космос-3М, установленный перед зданием СибГУ

12 июня 1989 года в связи с Постановлением Совета министров СССР № 470 «О создании Красноярского института космической техники — завода-втуза» учебное заведение при Красмашзаводе получило статус самостоятельного от Красноярского политехнического института. 1989 год был отмечен появлением новых специальностей, научно-исследовательских лабораторий, открытием аспирантуры и началом строительства нового корпуса рядом с административным зданием.
Совместно с Красноярским университетом в городах Красноярск-45 и Красноярск-26 (Железногорск) были открыты специализированные школы аэрокосмической направленности — Школы космонавтики.

### Сибирская аэрокосмическая академия
В 1992 году приказом № 1119 Министерства науки КИКТ был переименован в Сибирскую аэрокосмическую академию (САА). К моменту переименования КИКТ в САА вуз имел 6 факультетов, 24 кафедры, учебный центр информатики и вычислительной техники, инженерно-испытательный полигон и научно-инженерный центр. В структуре профессорско-преподавательского состава также произошли изменения: их число увеличилось более, чем вдвое (30 докторов и профессоров, 2 академика, 4 член-корреспондента, 8 лауреатов Ленинской премии).
В 1990-е годы, после распада СССР, САА испытывал существенные сложности с финансированием. Была введена новая система аттестации. Очевидность того, что ракетно-космическая отрасль постепенно уступает свои позиции, а производства, ориентированные на гражданскую продукцию, всё более востребованы, заставила руководство САА провести некоторые перестановки. В частности, было отдано предпочтение гражданско-авиационной промышленности, так как профиль вуза был близок именно к ней. Финансовые трудности удавалось решить за счёт помощи Минобщемаша СССР и средств Красмаша и НПО ПМ. За счёт этих средств удалось в шесть раз увеличить балансовую стоимость основных средств в виде оборудования и установок. Сотрудничество с базовыми предприятиями позволило задействовать в учебном процессе материальные ресурсы многих подразделений.
В 1996 году вузу было присвоено имя академика Михаила Решетнёва. Были открыты новые специальности в области ИВТ, системного анализа, менеджмента, стандартизации и сертификации в отраслях машиностроения, автоматизированных систем обработки информации и управления. До аттестации 1997 года САА проводила политику межвузовской интеграции и международного сотрудничества. При поддержке Европейского банка реконструкции и развития был организован Учебно-деловой центр «Морозовского проекта»; совместно с университетами США в 1996 были созданы Международный институт теоретической и прикладной физики и Высшая школа бизнеса; Красмаш передал на баланс вуза бассейн, спортзал, общежитие и базу отдыха. САА посещали космонавты; в 1996 году курс лекций студентам читал инженер-конструктор Александр Леонович Кемурджиан. К 2000 году академия располагала 23 специальностями и 3 направлениями подготовки дипломированных бакалавров и магистров, выпустила около 130 специалистов в области гражданской авиации.

### Сибирский государственный аэрокосмический университет

Новый корпус Н рядом с главным зданием СибГАУ

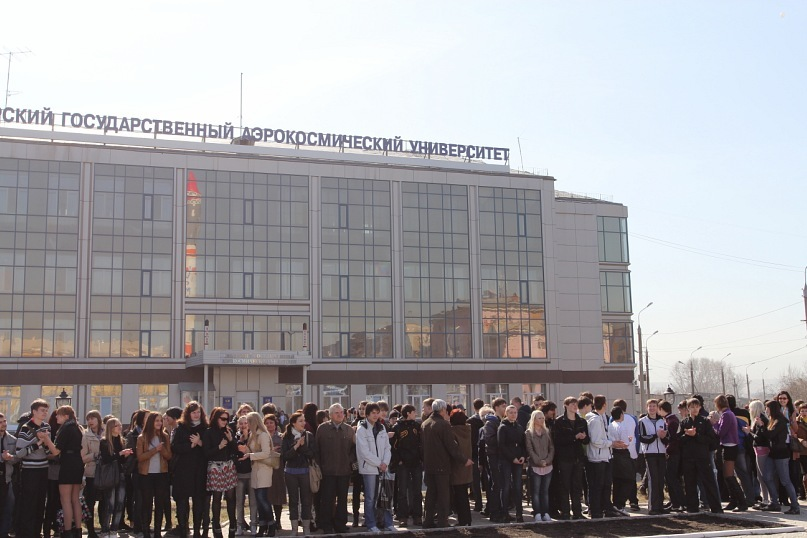
Студенты СибГУ перед зданием вуза в День космонавтики

23 мая 2002 года Сибирская аэрокосмическая академия получила статус университета — Сибирский государственный аэрокосмический университет имени академика М. Ф. Решетнёва.
В 2006 году СибГАУ и КНЦ СО РАН подписали соглашение о сотрудничестве. В том же году университет получил лицензию Федерального космического агентства.

### Сибирский государственный университет науки и технологий
В 2016 году с целью создания в Красноярске опорного университета начался процесс реорганизации Сибирского государственного технологического университета путём его присоединения к СибГАУ. 12 мая 2017 года объединённый университет получил название Сибирский государственный университет науки и технологий имени академика М. Ф. Решетнева.

## Ректоры
- Евгений Николаевич Капустянский (1960—1968)
- Анатолий Георгиевич Павлов (1968—1976)
- Всеволод Николаевич Севастьянов (1976—1980)
- Владимир Михайлович Осипов (1980—1983)
- Геннадий Павлович Беляков (1983—2010)
- Игорь Владимирович Ковалёв (2010—2017)
- Дмитрий Николаевич Деревянных (2017—2018) (и. о.)[15]
- Эдхам Шукриевич Акбулатов (с 2020; в 2018—2019 — и. о.)

## Институты
Университет имеет десять институтов. Основной упор в преподавании делается на физико-математические и инженерно-технические дисциплины, связанные с аэрокосмической отраслью. Эту задачу в основном выполняют факультет машиноведения и мехатроники, факультет гражданской авиации и таможенного дела, Институт космической техники и Институт космических исследований и высоких технологий. Бо́льшая часть выпускников данных подразделений принимается базовыми предприятиями Красноярска и Железногорска. Подготовка специалистов в области экономики, финансов, информатики и вычислительной техники, маркетинга и менеджмента осуществляется на инженерно-экономическом (в филиалах — финансово-экономический) и гуманитарном факультетах, в Международной школе бизнеса и Институте информатики и телекоммуникаций.

### Институты
В число институтов СибГУ входят: Институт космической техники (ИКТ), Институт информатики и телекоммуникаций (ИИТК), Научно-образовательный центр "Институт космических исследований и высоких технологий" (НОЦ «ИКИВТ»), Инженерно-экономический институт (ИЭИ), Институт гражданской авиации и таможенного дела (ИГАиТД), Институт социального инжиниринга (ИСИ), Институт машиноведения и мехатроники (ИММ), Институт заочного обучения (ИЗО), Военно учебный центр (ВУЦ), Институт химических технологий (ИХТ), Институт лесных технологий (ИЛТ).
| Институт                                               | Структура |  |
| ------------------------------------------------------ | --- |  |
| Институт космической техники                           | Кафедра двигателей летательных аппаратов                                                                               |  |
| Институт космической техники                           | Кафедра инженерной графики                                                                                             |  |
| Институт космической техники                           | Кафедра компьютерного моделирования                                                                                    |  |
| Институт космической техники                           | Кафедра космических аппаратов                                                                                          |  |
| Институт космической техники                           | Кафедра космического машиностроения                                                                                    |  |
| Институт космической техники                           | Кафедра летательных аппаратов                                                                                          |  |
| Институт космической техники                           | Кафедра систем автоматического управления                                                                              |  |
| Институт космической техники                           | Кафедра технической механики                                                                                           |  |
| Институт космической техники                           | Кафедра физики |  |
| Институт космической техники                           | Филиал кафедры САУ в г.Железногорске                                                                                   |  |
| Институт информатики и телекоммуникаций                | Информационное бюро |  |
| Институт информатики и телекоммуникаций                | Кафедра автоматизации производственных процессов                                                                       |  |
| Институт информатики и телекоммуникаций                | Кафедра безопасности информационных технологий                                                                         |  |
| Институт информатики и телекоммуникаций                | Кафедра высшей математики                                                                                              |  |
| Институт информатики и телекоммуникаций                | Кафедра замкнутых экосистем                                                                                            |  |
| Институт информатики и телекоммуникаций                | Кафедра информатики и вычислительной техники                                                                           |  |
| Институт информатики и телекоммуникаций                | Кафедра информационно-управляющих систем                                                                               |  |
| Институт информатики и телекоммуникаций                | Кафедра космических информационных систем                                                                              |  |
| Институт информатики и телекоммуникаций                | Кафедра прикладной математики                                                                                          |  |
| Институт информатики и телекоммуникаций                | Кафедра радиофизики и специальных радиоэлектронных устройств                                                           |  |
| Институт информатики и телекоммуникаций                | Кафедра системного анализа и исследования операций                                                                     |  |
| Институт информатики и телекоммуникаций                | Кафедра электронной техники и телекоммуникаций                                                                         |  |
| Институт информатики и телекоммуникаций                | Научно-образовательный центр "Замкнутые космические системы"                                                           |  |
| Институт информатики и телекоммуникаций                | Научно-образовательный центр "Микроэлектронные технологии"                                                             |  |
| Институт космических исследований и высоких технологий | Кафедра космических средств и технологий                                                                               |  |
| Институт космических исследований и высоких технологий | Кафедра технической физики                                                                                             |  |
| Институт космических исследований и высоких технологий | Межфакультетская базовая кафедра космических материалов и технологий                                                   |  |
| Институт инженерной экономики                          | Кафедра информационных экономических систем                                                                            |  |
| Институт инженерной экономики                          | Кафедра организации и управления наукоемкими производствами                                                            |  |
| Институт инженерной экономики                          | Кафедра учёта, финансов и экономической безопасности                                                                   |  |
| Институт инженерной экономики                          | Кафедра экономики предприятий и отраслей                                                                               |  |
| Институт инженерной экономики                          | Межкафедральная лаборатория                                                                                            |  |
| Институт гражданской авиации и таможенного дела        | Авиационный учебный центр                                                                                              |  |
| Институт гражданской авиации и таможенного дела        | Инженерно-испытательный полигон "Установо"                                                                             |  |
| Институт гражданской авиации и таможенного дела        | Кафедра таможенного дела                                                                                               |  |
| Институт гражданской авиации и таможенного дела        | Кафедра технической эксплуатации авиационных электросистем и пилотажно-навигационных комплексов                        |  |
| Институт гражданской авиации и таможенного дела        | Кафедра технической эксплуатации летательных аппаратов и двигателей                                                    |  |
| Институт гражданской авиации и таможенного дела        | Учебный авиационно-технический центр                                                                                   |  |
| Институт социального инжиниринга                       | Кафедра делового иностранного языка                                                                                    |  |
| Институт социального инжиниринга                       | Кафедра иностранного языка                                                                                             |  |
| Институт социального инжиниринга                       | Кафедра истории и гуманитарных наук                                                                                    |  |
| Институт социального инжиниринга                       | Кафедра лингвистики, теории и практики перевода                                                                        |  |
| Институт социального инжиниринга                       | Кафедра общественных связей                                                                                            |  |
| Институт социального инжиниринга                       | Кафедра правоведения                                                                                                   |  |
| Институт социального инжиниринга                       | Кафедра психологии и педагогики                                                                                        |  |
| Институт социального инжиниринга                       | Кафедра рекламы и культурологии                                                                                        |  |
| Институт социального инжиниринга                       | Кафедра социальной работы и социологии                                                                                 |  |
| Институт социального инжиниринга                       | Кафедра технического иностранного языка                                                                                |  |
| Институт социального инжиниринга                       | Кафедра философии и социальных наук                                                                                    |  |
| Институт машиноведения и мехатроники                   | Кафедра технологии машиностроения                                                                                      |  |
| Институт машиноведения и мехатроники                   | Кафедра сварки летательных аппаратов                                                                                   |  |
| Институт машиноведения и мехатроники                   | Кафедра технического регулирования и метрологии                                                                        |  |
| Институт машиноведения и мехатроники                   | Кафедра холодильной, криогенной техники и кондиционирования                                                            |  |
| Институт машиноведения и мехатроники                   | Кафедра основ конструирования машин                                                                                    |  |
| Институт химических технологий                         | Кафедра химической технологии твёрдых ракетных топлив, нефтепродуктов и полимерных композиций                          |  |
| Институт химических технологий                         | Кафедра органической химии и технологии органических веществ                                                           |  |
| Институт химических технологий                         | Кафедра фундаментальной химии                                                                                          |  |
| Институт химических технологий                         | Кафедра химической технологии древесины и биотехнологии                                                                |  |
| Институт химических технологий                         | Кафедра машин и аппаратов промышленных технологий                                                                      |  |
| Институт химических технологий                         | Кафедра промышленной экологии, процессов и аппаратов химических производств                                            |  |
| Военный учебный центр                                  | Кафедра Главного ракетно-артиллерийского управления                                                                    |  |
| Военный учебный центр                                  | Кафедра Ракетных войск стратегического назначения                                                                      |  |
| Институт дополнительного образования                   | Межрегиональный учебно-научный центр безопасности, подготовки специалистов охранных организаций и специальных программ |  |
| Институт дополнительного образования                   | Ресурсный центр иностранных языков                                                                                     |  |
| Институт дополнительного образования                   | Факультет повышения квалификации преподавателей                                                                        |  |
| Институт дополнительного образования                   | Факультет подготовки кадров                                                                                            |  |
| Институт дополнительного образования                   | Центр профессиональных компетенций                                                                                     |  |
| Институт дополнительного образования                   | Центр систем менеджмента                                                                                               |  |

## Сибирский журнал науки и технологий
Создан в 2000 году как «Вестник Сибирской аэрокосмической академии имени академика М. Ф. Решетнёва». В 2002 году переименован в «Вестник Сибирского государственного аэрокосмического университета имени академика М. Ф. Решетнёва». С 2005 года включён в список рецензируемых научных журналов и изданий ВАК. Также включён в Ulrich’s Periodicals Directory и РИНЦ. В мае 2017 года в связи с переименованием университета получил название «Вестник СибГУ», а в июле того же был переименован в «Сибирский журнал науки и технологий».
Выпуск журнала включает в себя четыре раздела:
- 1 раздел. Математика, механика, информатика.
- 2 раздел. Авиационная и ракетно-космическая техника.
- 3 раздел. Технологические процессы и материалы.
- 4 раздел. Экономика.

### Критика
Под данным проекта «Диссеропедия российских журналов» вольного сетевого сообщества «Диссернет» у издания имеют место «признаки некорректной редакционной политики», к которым отнесено то, что в № 1 за 2010 опубликована «множественная публикация», указано, что И. В. Ковалёв являлся научным руководителем 9 диссертантов в чьих диссертациях были обнаружены некорректные заимствования, кроме того отмечено, что некорректные заимствования обнаружены в докторской диссертации А. С. Дегтерёва и защитившего под его научным руководством кандидатскую диссертацию А. Д. Сумарокова, а также обращено внимание на то, что в журнале публиковался бывший помощник ректора Санкт-Петербургского государственного горного института имени Г. В. Плеханова в чьей кандидатской диссертации также были обнаружены некорректные заимствования.

## Логотип

Логотип СибГАУ имени академика М. Ф. Решетнёва

Логотип СибГУ имени академика М. Ф. Решетнёва

В 2002 году в связи с переименование Сибирской аэрокосмической академии имени академика М. Ф. Решетнёва в СибГАУ имени академика М. Ф. Решетнёва был разработан логотип.
В сентябре 2018 года СибГУ имени академика М. Ф. Решетнёва получил новый логотип, заменивший старый и логотип СибГТУ, разработанный ООО «Новая марка» (Пенза), представляющий собой соединение 3 кольцевидных геометрических фигур символизирующих лес (дерево; «науки о земле и природе»), химия (молекула; «науки о строении всего живого на земле») и космос (спутник; «науки о космосе и желание обрести знания обо всём неизведанном и недоступном»), что должно показать широту областей научных исследований «от молекулы до космической техники», а «большая концентрация визуальных элементов в нижней части логотипа означает стремление вперед и вверх». зелёный, синий и серый цвета. Каждое из колец окрашено в определённый цвет: зелёный («символизирует жизнь и обновление, заботу об окружающей среде»), синий («ассоциируется с уверенностью и успехом») и серый («означает простоту и гармонию»).